# Glazkovocultuur
De Glazkovocultuur (Russisch: Глазковская культура, Glazkovoskaja koeltoera) is een archeologische cultuur van mogelijk proto-Evenkse stammen in de bronstijd (18e-13e eeuw v.Chr.), verspreid over het Cisbaikal-gebied. De cultuur is vernoemd naar een buitenwijk van de stad Irkoetsk, waar ze voor het eerst werd gevonden.
De Glazkovocultuur kwam vanuit het zuiden naar Siberië en verdreef de Joekagierse stammen.

## Verspreiding
Archeologen onderscheiden in het Zuid-Siberië van het 2e millennium v.Chr. twee gelijktijdige, onafhankelijke culturen: de Glazkovocultuur in het oosten en de Andronovocultuur in het westen. Er waren ook kontakten met de Ymyjachtachcultuur in het noorden.
Volgens Okladnikov lag de cultuur zeer dicht bij de cultuur van de bewoners van de boven-Amoer en Noord-Mantsjoerije, en van Mongolië tot de Grote Muur van China en de Ordos. Hij zag het als mogelijk dat dit hele uitgestrekte gebied werd bevolkt door volkeren die cultureel verwant waren aan de jager- en visserstammen van het neolithicum en vroege bronstijd, en verwante talen spraken.
Later kwamen volgens Okladnikov de dragers van de Glazkovocultuur uit het zuiden samen met de voorouders van de Hunnen en vermengden zich met hen. In de 18e eeuw v.Chr. trokken elementen van de Andronovocultuur in de Minoesinskdepressie, en ontmoetten de Glazkovo-mensen aan de Jenisej. 

## Cultuur
De elementen van de materiële cultuur van Glazkovo zijn een gestikte boot van berkenschors, schalen van berkenschors en hout, draagbare wiegen, zaagbokachtige constructies om lasten op de rug te dragen, samengestelde bogen, korte sterke speren met een enorm lange punten, en driedelige jas waarmee men zich bij het vuur kon drogen zonder zich volledig uit te hoeven kleden. Men bezat koperen messen, bronzen vishaksenen en aardewerk.
De levensgrondlage bestond uit jagen, vissen en verzamelen.

### Begrafenissen
De Glazkovo brachten nieuwe begrafenisgewoonten met zich mee. De overledenen werden stroomafwaarts georiënteerd in plaats van naar geografische richting, in gehurkte positie en met opzet gebroken grafgiften.
Het einde van de Glazkovo-periode in het zuiden van het oostelijke Baikal-gebied werd veroorzaakt door de toestroom van mensen uit Toeva en Noordwest-Mongolië, die een kenmerkende traditie van omheinde stenen grafheuvels ( tsjereksoers ) meebrachten, wat resulteerde in de vorming in de Centraal-Aziatische steppen van de Plaatgrafcultuur. Deze werd de oostelijke vleugel van een uitgestrekte nomadische wereld op de Euraziatische steppe, die in het begin van het 1e millennium v.Chr. een beschaving voortbracht die bekend staat als de Scythisch-Siberische wereld.

## Paleogenetica
Alle vier geteste individuen uit de vroege bronstijd van de Oest-Ida-begraafplaats behoorden tot de Y-DNA-haplogroep Q-YP4004 onder Q1a2.
Twee eerdere laat-neolithische graven uit hetzelfde gebied leverden de Y-haplogroepen Q1a2 en N1c1 op.